# Fascination Amour
Pour plus de détails, voir Fiche technique et Distribution.
Fascination Amour (愛情夢幻號, Ai qing meng huan hao) est une comédie romantique hongkongaise réalisée par Herman Yau et sortie en 1999 à Hong Kong.
Elle totalise 8 889 770 HK$ de recettes au box-office.

## Synopsis
Albert Lai (Andy Lau) est l'enfant unique d'un riche magnat de Hong Kong. Il emmène Kathy (Qu Ying (en)), une serveuse que sa mère (Susan Tse (en)) lui a présenté, sur un bateau de croisière où, le premier soir, il la demande en fiançailles. C'est déjà le huitième engagement d'Albert, car il enchaîne les histoires d'amour et il rompt toujours une relation dès qu'il perd le sentiment de nouveauté.
Albert aime de plus en plus la capacité de Kathy à faire face avec décence. Elle a secrètement du mal à le comprendre dès le deuxième jour de la croisière, ce qui l'épuise énormément. À ce moment-là, elle fait la connaissance de Timothy (Huang Lei (en)), un serveur du navire qui vient du même milieu qu'elle, et en tombe amoureuse.
Cependant, Albert ne veut pas abandonner Kathy et il est confiant sur le fait de pouvoir la reconquérir avec son charme. À ce moment-là, Sandy (Hikari Ishida) apparaît près de Timothy et considère Albert comme un ennemi. Par rapport à Albert, Sandy est beaucoup plus acerbe et dépensière. Cependant, il découvre progressivement que, même si Sandy ne se querelle pas avec lui, il se sent vide et seul, sentiments qu’il n’a jamais connu. Auparavant, personne n’avait osé signaler les lacunes d’Albert, mais Sandy ose les signaler publiquement. Lorsqu'il apprend davantage à la connaître, il en tombe amoureux.
Alors que le navire s'approche de sa destination finale et qu'Albert souhaite exprimer ses sentiments, il découvre des agents de police à terre qui attendent Sandy. Il se trouve qu'elle est en faillite et que ce sera son dernier voyage.

## Fiche technique
- Titre original : 愛情夢幻號
- Titre international : Fascination Amour
- Réalisation : Herman Yau
- Scénario : Raymond Wong, Chau Ting et Wong Ho-wa
- Photographie : Joe Chan
- Montage : Robert Choi
- Musique : Mak Chun-hung
- Production : Raymond Wong
- Société de production : Mandarin Films Distribution Co. Ltd. (en) et Fitto Movie
- Société de distribution : Mandarin Films Distribution Co. Ltd. (en)
- Pays d'origine :  Hong Kong
- Langue originale : cantonais, mandarin, japonais et anglais
- Format : couleur
- Genre : comédie romantique
- Durée : 112 minutes
- Dates de sortie :
  - Singapour : 12 février 1999
  - Hong Kong : 13 février 1999
  - Japon : 15 janvier 2000

## Distribution
- Andy Lau : Albert Lai
- Hikari Ishida : Sandy Fong
- Lillian Ho : Maggie Lai
- Qu Ying (en) : Kathy Luk
- Huang Lei (en) : Timothy Wong
- Raymond Wong : Jack
- Christine Ng (en) : Rose
- Anthony Wong : Eric
- Astrid Chan (en) : Mandy
- Susan Tse (en) : Mme Lai
- James Ha : l'assistant d'Albert
- Nelson Cheung : l'ami d'Albert sur le bateau
- Shrila Chun : l'amie d'Albert sur le bateau

## Production
En 2010, lors d'un passage dans le talk-show taïwanais Kangsi Coming (en), Andy Lau révèle avoir des regrets à propos de ce film. Il déclare que bien qu'il ait reçu plus de 10 millions HK$ de cachet, la société de production n'avait plus d'argent pour engager des membres d'équipage et acteurs supplémentaires, et donc qu'il était très occupé sur le plateau car ayant à faire le travail d'autres équipes.
En parlant de la façon dont il s'est senti trompé quand il est monté à bord, Lau déclare : « Ce n’est qu’après mon arrivée à bord que j’ai découvert qu’il n’y avait que quelques acteurs, rien d’autre, et quelques membres de l'équipe technique ».
Sur le plateau, Lau a dû installer les rails de travelling pour les caméras, a travaillé comme coordinateur des décors et invité les croisiéristes à faire les figurants : « Il y avait une scène de danse dans laquelle tous les figurants avaient été embauchés par moi-même. Je ne pouvais pas croire que cela tournerait comme ça au fois qu'il (l'investisseur du film) m'aurait payé ».